# كهغيلويه وبوير أحمد (محافظة)

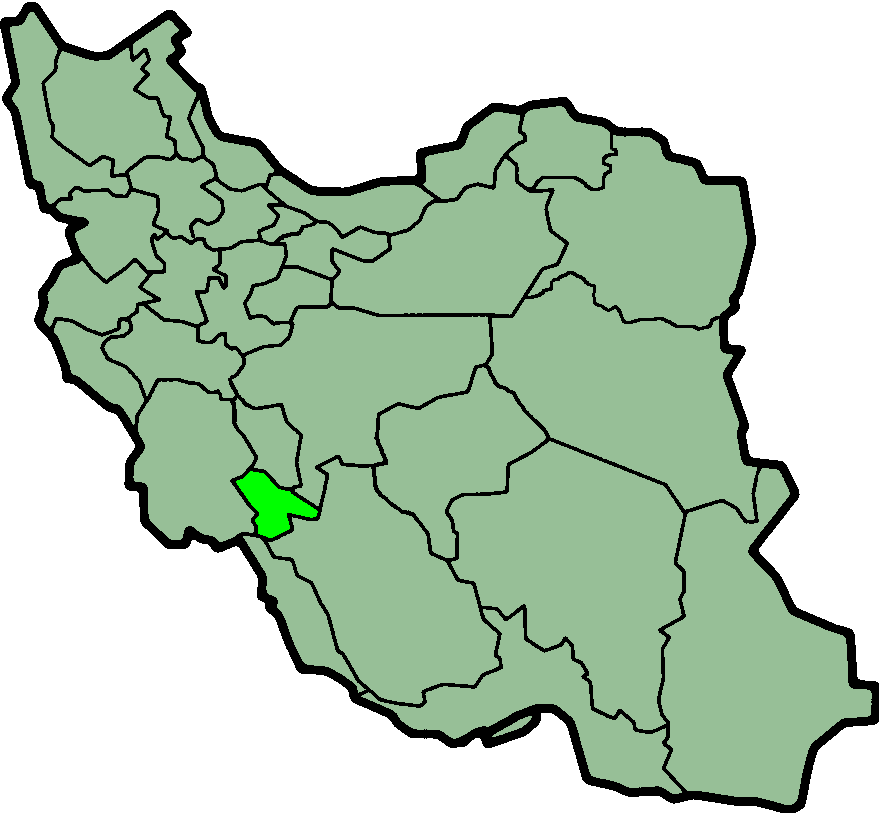

محافظة كهغیلویه وبویر أحمد (بالفارسية: استان کهگیلویه و بویراحمد) هي إحدى محافظات إيران الإحدی والثلاثين. سكانها خليط من الكرد اللور والكرد البختياريين والفرس. عاصمتها مدینة ياسوج.